# Compagnie de Moucheron

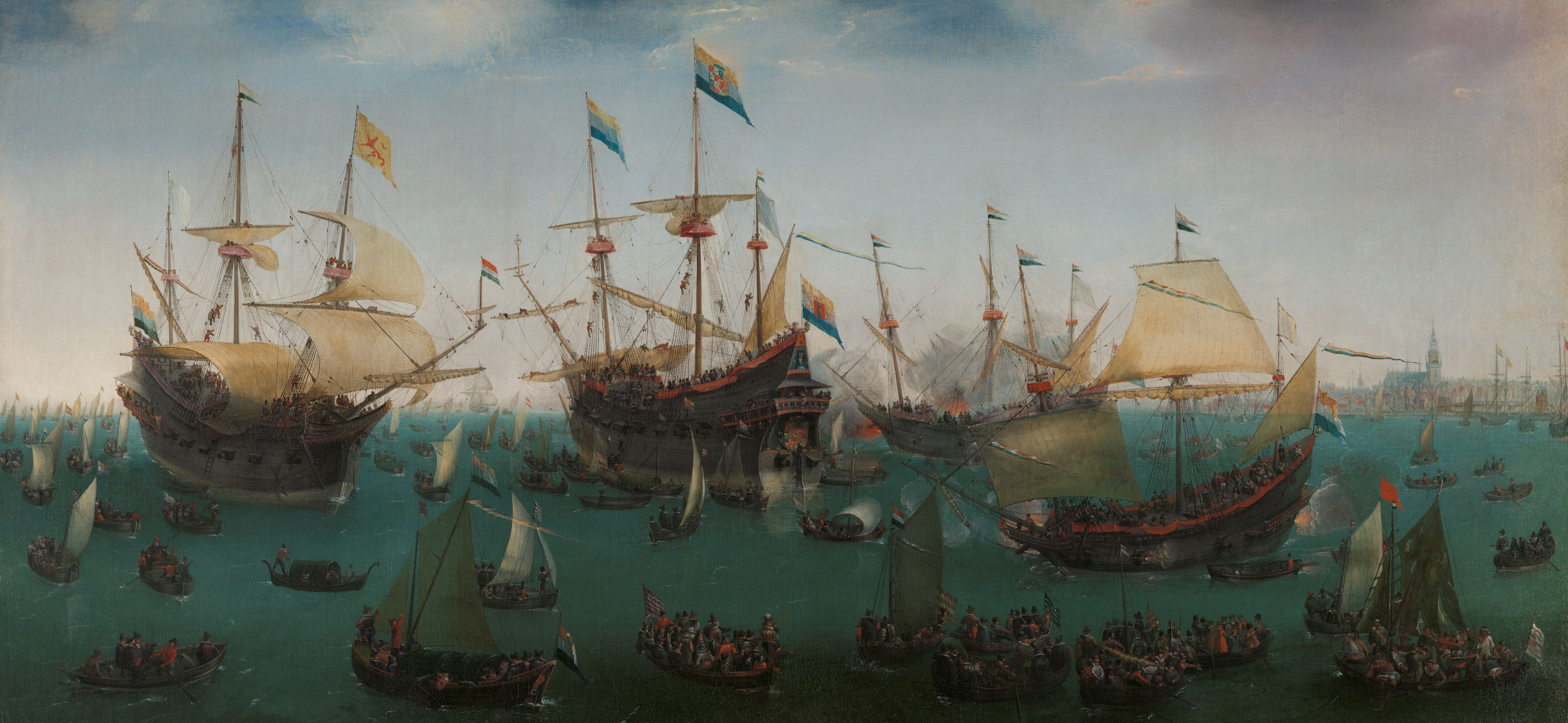

La Compagnie de Moucheron, créée en 1597 par Balthasar de Moucheron, en Zélande, est le nom d'une compagnie de commerce, qui a précédé la Compagnie néerlandaise des Indes orientales. Ses navires opéraient sur la côte du Venezuela et vers la mer de Chine.